# Metro 2033 (livro)
Metro 2033 (em russo: Метро 2033) é um livro de ficção científica do escritor russo Dmitriy Glukhovskiy. Começou a escrever Metro desde jovem aos 18 anos, ainda se formando em Relações Internacionais. O enredo se passa na cidade de Moscovo, Rússia, após uma catástrofe nuclear e os sobreviventes passaram a se refugiar nas estações de metrô. Sendo muito bem recebido pela crítica especializada, foi adaptado para um jogo de tiro em primeira-pessoa com o nome homônimo do romance Metro 2033 (jogo).

## História
Após uma catástrofe nuclear, os poucos que conseguiram sobreviver, foram se refugiar nas antigas linhas de metrô de Moscou. Com o passar do tempo, foram criadas pequenas nações nessas linhas de metrô.
O protagonista se chama Artyom, um jovem russo que passou sua vida inteira dentro da rede de túneis do metrô. Um dia Artyom conhece Hunter um velho amigo de seu padrasto e uma pessoa conhecida por resolver vários assuntos do metrô, e diz que não só a estação de Artyom, VDNKh está correndo perigo, mas sim todo o sistema do metrô. Ele o diz que vai em uma busca e que se ele não voltar em 1 dia Artyom deve partir para Polis, o centro do metrô e falar com seus superiores sobre o perigo que se esconde nos tuneis. Hunter acaba não voltando e Artyom tem que completar a sua missão de salvar sua estação de nascimento e todos as pessoas que vivem no sistema de túneis.
O livro traz passagens filosóficas, assuntos políticos e criticas à religião.

## Recepção
Na Rússia, o livro foi bem recepcionado, vendendo mais de 400 mil cópias apenas em 2009 e 4 milhões de cópias ao redor do mundo até agora.

## Adaptações
O livro inspirou o jogo de tiro em primeira pessoa Metro 2033, desenvolvido pela 4A Games e publicado pela THQ games que foi a falência no ano de 2012. Foi lançado mundialmente em março de 2010 para PC e Xbox 360. 